# ロイヤル・タフト
ロイヤル・チェイピン・タフト（Royal Chapin Taft、1823年2月14日 - 1912年6月4日）は、アメリカの政治家、実業家。タフト家の一員で、ウィリアム・タフト大統領とは遠戚である。
マサチューセッツ州ノースブリッジで生まれ、ウースター・アカデミーを1872年に卒業した。父はオーズマス・タフト、母はマーガレット（・スミス）・タフト。1850年10月31日、メアリー・フランシス・エイミングトンと結婚した。
共和党に所属し、1880年からロードアイランド州下院議員を務め、1884年にロードアイランド州知事となった。
1868年からMerchants' National Bank頭取、ボストン・アンド・プロビデンス鉄道社長、ニューヨーク・ニューヘイブン・アンド・ハートフォード鉄道取締役を務めた。死後、プロビデンスのスワンポイント墓地に埋葬された。
大規模な私的コレクションを持つ、芸術家のパトロンであった。収集品の一部は、現在ロードアイランド・スクール・オブ・デザインなどにある。
ロードアイランド大学のタフト・ホールやプロビデンスのロードアイランド病院のロイヤル・C・タフト外来棟（1891年）は、彼にちなんで命名された。